# 9173 Viola Castello
9173 Viola Castello eller 1989 TZ15 är en asteroid i huvudbältet som upptäcktes den 4 oktober 1989 av den belgiske astronomen Henri Debehogne vid La Silla-observatoriet. Den är uppkallad efter Viola Castello.
Den har en diameter på ungefär 8 kilometer och den tillhör asteroidgruppen Gefion.